# 8e régiment de cuirassiers (France)
 (juin 2020).
Pour les articles homonymes, voir 8e régiment.
Le 8e régiment de cuirassiers (ou 8e RC) est un régiment de cavalerie de l'Armée de terre française créé sous la Révolution à partir du régiment des Cuirassiers du Roi, un régiment de cavalerie français d'Ancien Régime, sous le nom de 8e régiment de cavalerie avant de prendre sous le Premier Empire sa dénomination actuelle.

## Création et différentes dénominations
- 1635 : levée du régiment de cuirassiers du Roi
- 1638 : renommé régiment du marquis d'Aumont
- 1645 : renommé  régiment de Chappes
- 1665 : renommé régiment de Villequier
- 1740 : renommé régiment de Cuirassiers-cavalerie
- 1791 : devient le 8e régiment de cavalerie
- 1803 : renommé 8e régiment de cuirassiers
- 1815 : dissous
- 1826 : renommé 8e régiment de cuirassiers
- 1916 : renommé 8e régiment de cuirassiers à pied
- 1919 : dissous
- 1933 : 5e groupe d'automitrailleuses
- 1936 : reformation sous le nom de 8e régiment de cuirassiers
- 1942 : dissous (maintenu dans le maquis)
- 1944 : reformé sous le nom de 8e régiment de cuirassiers
- 1954 : dissous (devient 8e RCA)
- 1954 : 8e régiment de cuirassiers
- 1964 : Dissous

## Garnisons
- 1781-? : Moulins
- 1792-? : Béthune
- 1827 : Vesoul
- 1841-1842 : St Omer (source : recensement de 1841 St Omer)
- 1885-1889 : Cambrai
- 1886-1889 : quartier Ordener de Senlis
- 1892 : Lyon
- 1899-1914 : Tours
- 1936-1939 : Saint-Germain-en-Laye
- 1939-1940 : Bataille de France
- 1940-1942 : en garnison à Châteauroux et à Buzançais[1]
- 1942-1944 : maintenu dans le maquis
- 1944-1954 : Bizerte (Tunisie)
- 1954-1964 : La Valbonne (département de l'Ain)

## Colonels/chef de brigade
- 1788 : Charles-Malo de Lameth - Mestre de camp (**)
- 1792 : Charles-Joseph Randon de Pully - Colonel (**)
- 1792 : Albert-Victor-Marie Desprez De la Marliere - Colonel (*)
- 1795 : Jean-Baptiste Doré - Chef-de-Brigade
- 1796 : Jean Louis Brigitte Espagne - Chef-de-Brigade (**)
- 1799 : Jean-Baptiste-Gabriel Merlin - Chef-de-Brigade puis Colonel en 1803
- 1805 : Louis Stanislas François Grandjean - Colonel
- 1813 : Louis-Jean-Claude-Clément Lafaivre - Colonel
- 1815 : Garavaque - Colonel
- 1815 : de Saint Geniès
- 1826 : de Montagu
- 1830 : Arnaud Rogé - Colonel
- 1832 : Hoffman
- 1833 : Desaix
- 1835 : de Dancourt
- 1846 : Porcher
- 1848 : Rey
- 1850 : Boyer
- 1855 : Texier-Pommeraye
- 1856 : Charles Louis Thérémin d'Hame
- 1865 : de la Rochefoucaud
- 1869 : François Henri Guiot de La Rochère
- 1874 : Humblot
- 1881 : Dufaud - Colonel
- 1887 : de Bremond d'Ars - Colonel
- 1888 : Torel - Colonel
- 1896 : de Carne
- 1900 : de Seroux
- 1908 : de Font-Reaulx
- 1912 : Hugner
- 1913 : Colonel Mesplé
- 1915 : de Latour
- 1916 : de Tessières
- 1918 : Leandri
- 1936 : Morio - Colonel
- 1940 : de Chanterac - Lieutenant-Colonel
- 1941 - 1942 : Segur - Colonel
- 1944 : Calvel puis de Beaumont
- 1945 : Fayolle
- 1947 : de l'Estoile
- 1949 : Henry
- 1953 : de Roquemaurel
- 1954 : Volpert
- 1956 : de Balincourt
- 1959 : Reppelin
- 1960 : Metivier
- 1961 : Desrippes
- 1962 : Dumas-Delage

Colonels tués et blessés alors qu'ils commandaient le 8e de cuirassiers :
- Colonel Jean-Baptiste Doré : tué le 6 août 1796 à Altendorf (Bavière).
- Colonel Merlin : blessé le 21/22 mai 1809
- Colonel Grandjean : blessé le 7 septembre 1812
- Colonel Lefaivre : blessé le 30 octobre 1813
- Colonel Garavaque : blessé le 16 juin 1815

Officers tués ou blessés alors qu'ils servaient au 8e de cuirassiers durant la période 1805-1815 :
- Officiers tués : 8
- Officiers mort des suites de leurs blessures : 20
- Officiers blessés : 81

## Historique des combats et batailles du8ecuirassiers

### Ancien Régime

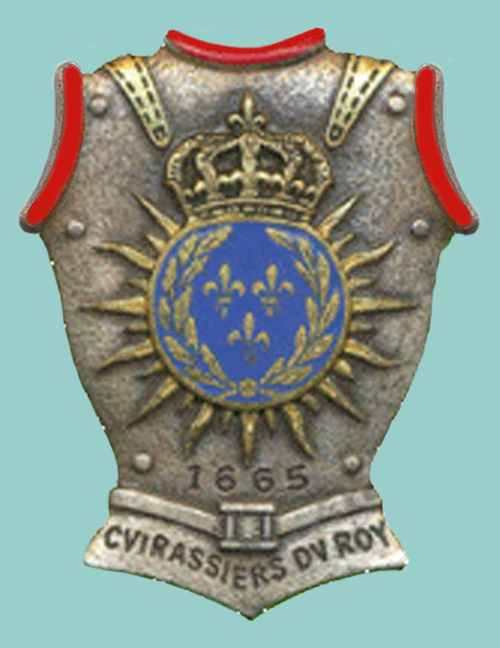
Insigne de 1954 à 1964

Au siège de la Rochelle, on réunit deux ou trois compagnies en esquadres ou escadrons de cent à cent-vingt chevaux.
En 1638 seulement, sur ordre du cardinal de Richelieu, les compagnies de cavalerie sont formées en régiments de sept à huit compagnies de soixante-dix maîtres. De cette année date la création des régiments de cavalerie. Le Cardinal fait revêtir à ce nouveau régiment une cuirasse par-dessus l'habit et le confie au mestre de camp, marquis d'Aumont. Celui-ci charge à Rocroi à la tête de cette unité et s'y couvre de gloire, puis le 13 juillet devant Fribourg il repousse mille cavaliers ennemis avec trois cents hommes de son régiment.
Portant les noms de ses différents mestres de camp, Chappes puis Villequier, le régiment participe à toutes les campagnes de Louis XIV.
En 1665, le roi « voulant avoir un régiment à l'instar de ceux de l'Empereur », décida de créer un corps de cuirassiers, les cavaliers de cette époque ne portant seulement qu'un plastron.
En 1672, durant la campagne de Hollande, il effectue le fameux passage du Rhin qui à « l'aspect des cuirassiers du roy d'épouvante frissonne » comme l'écrira Boileau[Où ?].
À Cassel, en 1677, l'ennemi abandonne 17 étendards, 44 drapeaux et 3 000 prisonniers ; le mestre de camp des cuirassiers, le comte de Revel, est nommé maréchal de camp.
Les cuirassiers chargent à Neerwinden en 1693, bataille gagnée par Luxembourg, le « Tapissier de Notre-Dame ».
Très élégants, les cuirassiers du roy parcourent la France dans ses différentes garnisons, du Jura au Nord, durant le début pacifique du règne de Louis XV. Puis durant la guerre de succession de Pologne (1733-1738) guerroie en Italie aux batailles de San Pietro et de Guastalla (1734).
Avec quatre escadrons, les cuirassiers partent de nouveau en campagne pour la Guerre de succession d'Autriche et chargent le 11 mai 1745 à Fontenoy aux côtés de la Maison du Roy, de la Gendarmerie et des Carabiniers.
En Allemagne pendant la Guerre de Sept Ans, ils chargent à Krefeld, à Lutzelberg où, sous les ordres du marquis de Caulaincourt, ils chargent cinq fois, avec Royal-Piémont et Dauphin-Cavalerie ; l'infanterie hanovrienne en subira de très grosses pertes.
En 1791, les cuirassiers perdent leur nom de cuirassiers du roy, porté pendant 125 ans, pour celui de 8e régiment de cavalerie-cuirassiers.

### Guerres de la Révolution et de l’Empire
8e régiment de cavalerie

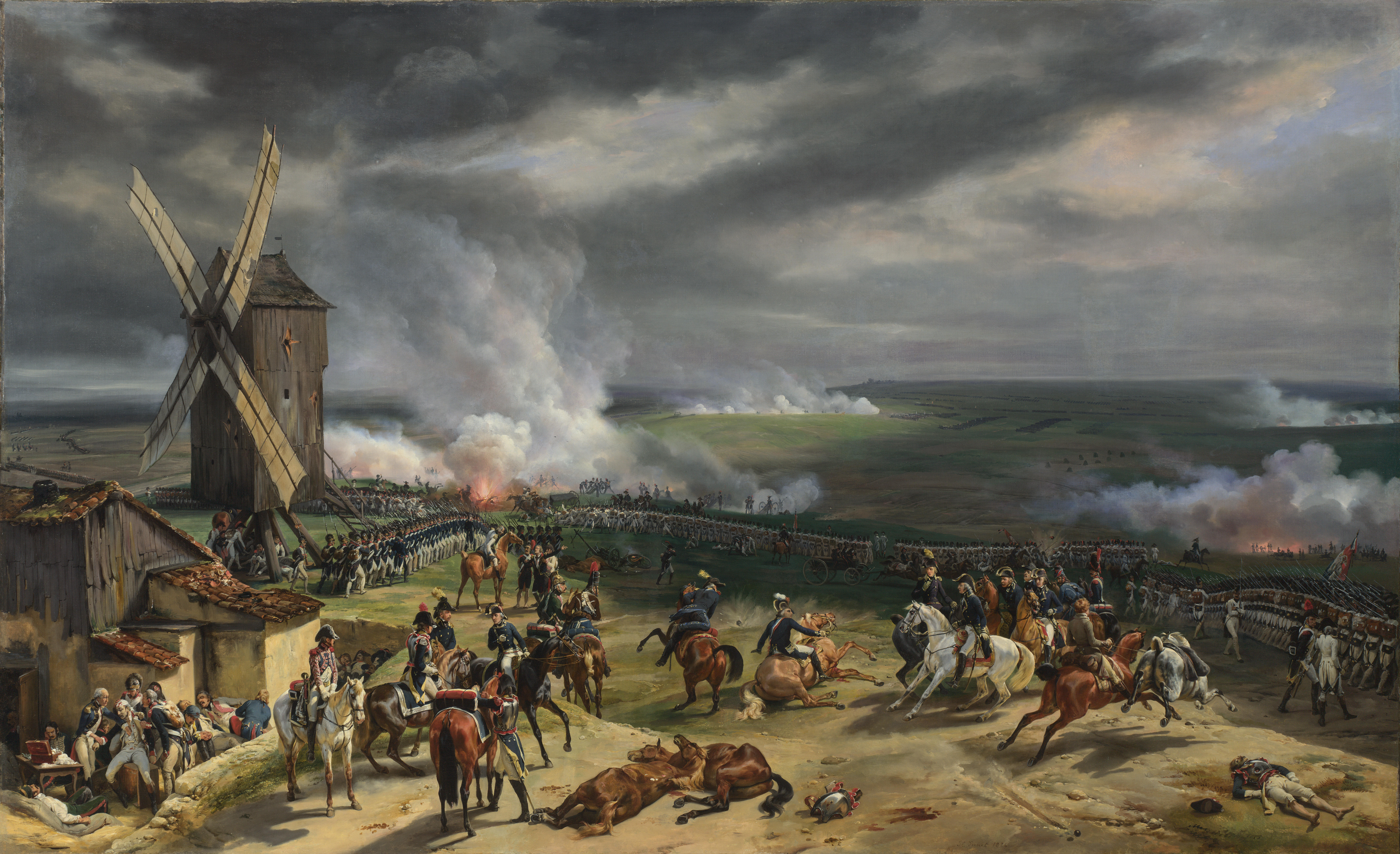
Bataille de Valmy: des cuirassiers du 8e se trouvent au premier plan de ce tableau de Jean-Baptiste Mauzaisse.

L'ordonnance du 1er janvier 1791 fait disparaître les diverses dénominations, et les corps de cavalerie ne sont désormais plus désignés que par le numéro du rang qu'ils occupaient entre eux. Ainsi le régiment des Cuirassiers du Roi est renommé 8e régiment de cavalerie.
Le 8e régiment de cavalerie a fait les campagnes de 1792 et 1793 à l’armée de la Moselle où il participe à la bataille de Valmy, à l'expédition de Trèves, aux batailles de Hondschoote et de Wattignies; 1794 à l’armée du Nord où il participe aux batailles de Fleurus et d'Aldenhoven. Il participa également aux campagnes des ans IV et V à l’armée de Sambre et Meuse, notamment aux batailles de Schweinfurth, de Hirschaid, de Bamberg, de Wurtzbourg et de Neuwied. Il se rangea dans les armées de l’Ouest et de Mayence durant l'an VI, dans celles de Mayence, du Danube et du Rhin pendant l'an VII. Il se trouvait pendant les années VIII et IX à l’armée du Rhin, où il participa notamment aux batailles de Stockach de 1799 et de1800, ainsi qu'aux batailles d'Engen, de Moesskirch, de Biberach (1800), de Höchstädt et de Hohenlinden. Faits d’armes : passage de la Rednitz le 6 août 1796 ; passage du Danube le 22 juin 1800.
8e régiment de cuirassiers
Par l'arrêté du 1er vendémiaire an XII (24 septembre 1803) le 8e régiment de cavalerie devient le 8e régiment de cuirassiers
Le 8e régiment de cuirassiers a fait les campagnes de l’an XIII à 1806 à l’armée d'Italie où il participa aux batailles de Caldiero et de Valvasone; on le retrouve en 1807 au corps de cavalerie de réserve de la Grande Armée où il participa à la bataille de Heilsberg; en 1808 il est affecté au 3e corps de cavalerie de la Grande Armée ; 1809 et 1810 au 2e corps de cavalerie de l'armée d’Allemagne avec lequel il participe aux batailles de Essling et de Wagram; il est affecté en 1812 au corps d'observation de l'Elbe (2e de la Grande Armée) dans lequel il participa à la bataille de la Moskova; en 1813 et 1814 au 2e corps de réserve de cavalerie et garnison de Hambourg dans lequel il participa aux batailles de Leipzig et de Hanau pendant la Campagne d'Allemagne et à la bataille de Vauchamps pendant celle de France; 1815 à la 4e division de réserve de cavalerie dans lequel il participa aux batailles des Quatre-Bras ou il s'emparent de l'étandard du 69th Regiment of Foot et ensuite Waterloo.

### Restauration
Le régiment est dissout en 1815. Il est recréé en 1826. 

### Second Empire
Durant la guerre franco-prussienne de 1870, lors de la Bataille de Frœschwiller il s'illustre par ses charges désespérées au sein de la 3e brigade du général Michel, division de cavalerie du 1er corps d'armée, sur l'ennemi retranché dans le village de Morsbronn. Le régiment est décimé. Par son sacrifice il permet à la 4e Division d'infanterie de Lartigue de battre en retraite en ordre.

### Troisième République
Durant la Commune de Paris en 1871, le régiment participe avec l'armée versaillaise à la semaine sanglante.
De 1886 à 1889, il est caserné au quartier Ordener de Senlis

### Première Guerre mondiale
Le 8e régiment de cuirassiers est formé à Tours. Il fait partie de la 9e division de cavalerie. 

#### 1916
Le 1er août 1916, le 8e régiment de cuirassiers, est démonté, devient « régiment de cuirassiers à pied » et prend le nom de 8e régiment de cuirassiers à pied.

#### 1918
En janvier 1918, le 8e régiment de cuirassiers à pied forme avec les 5e et 12e régiments de cuirassiers à pied, la 2e division de cuirassiers à pied sous les ordres du général Brécart.
En juin 1918, il notamment engagé dans la troisième bataille de l’Aisne et gagne la fourragère 1914-1918 avec deux citations à l’ordre de l’Armée.

#### 1919
Le régiment est dissous en 1919 dans le cadre des mesures de réorganisation de l'Armée.

### Entre-deux-guerres

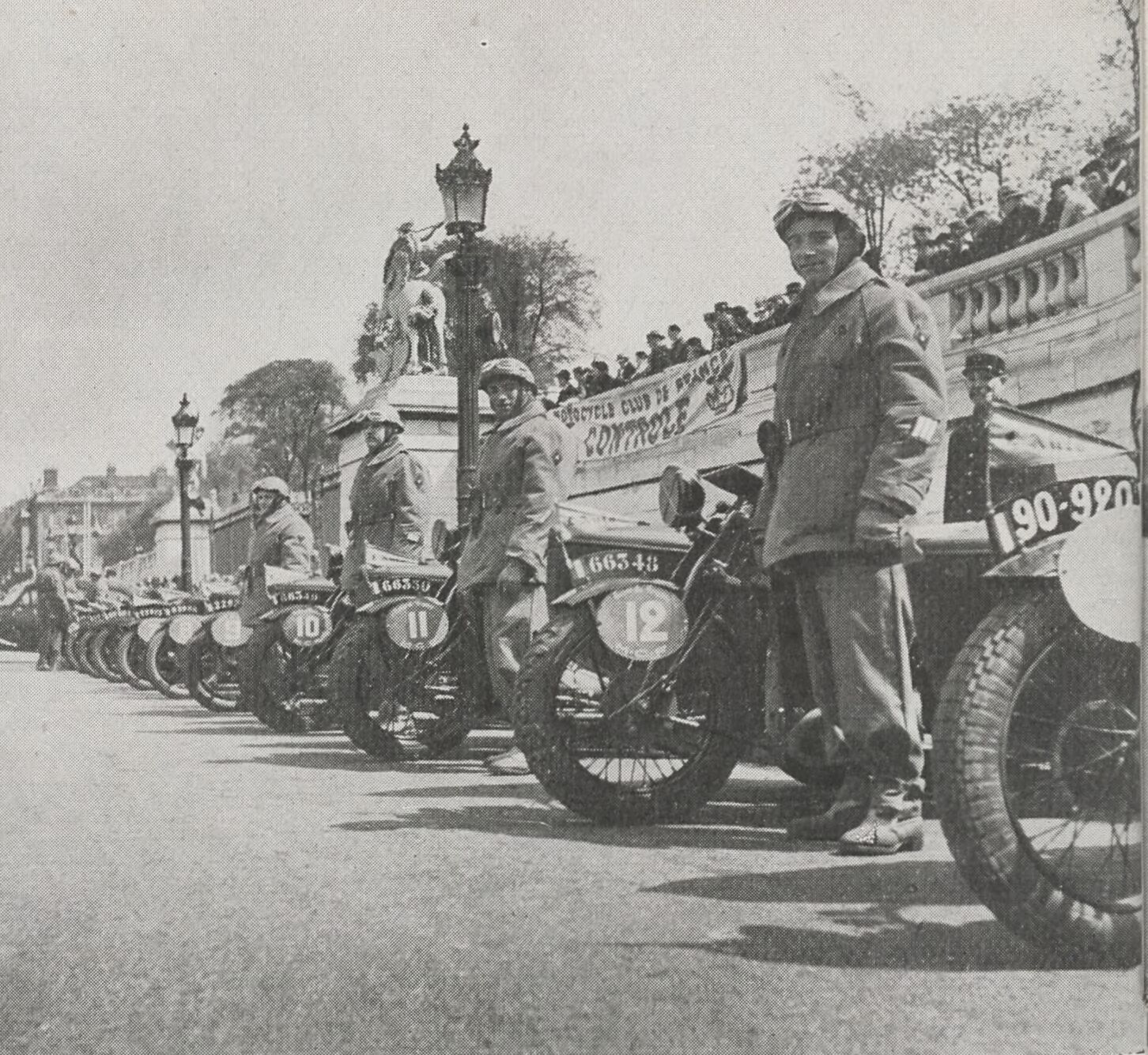
Motocyclistes du 8e cuirassiers à Paris en 1938.

Il est recréé en 1933[réf. souhaitée] comme unité mécanique équipée d’engins blindés sous le nom de 5e GAM (groupe d'automitrailleuses), affecté à la 5e division de cavalerie. Il est formé par des unités à Lyon et à Melun, où caserne notamment un escadron mixte AMR/AMR équipé d'AMR 33. En avril 1936, le régiment est regroupé à Melun. Le 15 octobre 1936, le 5e GAM est transformé en 8e régiment de cuirassiers, régiment de découverte de la 2e division légère mécanique.
Le régiment est alors constitué de deux groupes d'escadrons, chacun formé d'un escadron d'automitrailleuses de découverte (AMD) et d'un escadron motocycliste. Les AMD sont d'abord des Panhard 165/175 puis des Panhard 178.

### Seconde Guerre mondiale

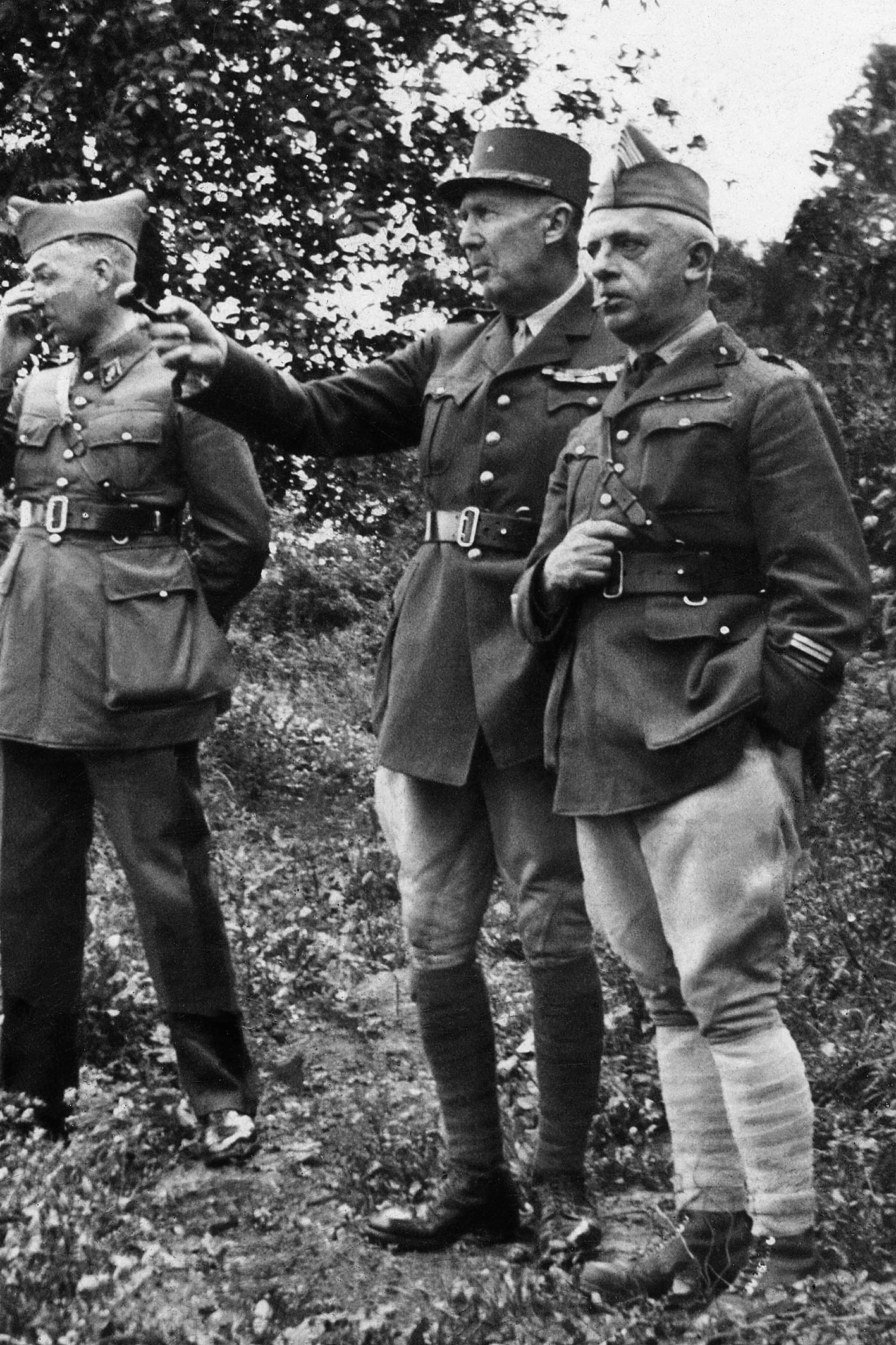
Le colonel Morio (à droite), commandant le 8e cuirassiers, avec le général Bougrain, commandant la 2e DLM, et le capitaine Pecqueur.

#### Drôle de guerre
Pendant la drôle de guerre, rejoint Bellicourt jusqu'en novembre puis la Thiérache.

#### Campagne de France
Régiment de découverte (éclairage) de la 2e division légère mécanique (DLM), il est le premier régiment à franchir la frontière belge au matin du 10 mai 1940. Il éclaire l'avancée de sa division avec des détachements de découverte formés d'un peloton moto et d'un peloton d'AMD. La mission de la 2e DLM, et de sa voisine, la 3e DLM, est de retarder les Allemands pour couvrir le flanc de la montée en Belgique des forces françaises (plan Dyle).
Le 11, la 2e DLM rejoint ses positions le long de la Mehaigne et de la Meuse, au sud de celles de la 3e DLM. Le 12, la première ligne sur l'Ourthe est abandonnée et les cuirassiers, conformément à leur mission, se replient au fur et à mesure que les Allemands avancent. Le même jour, la bataille de Hannut commence et continue le jour suivant. La 3e DLM subit la majorité des attaques allemandes de la 3e et de la 4e Panzerdivision, le reste des Allemands fixant la 2e DLM. Le 8e cuirassiers combat dans le secteur entre Branchon et Ciplet puis les deux divisions se replient. Le 14, lors de la bataille de Gembloux, les unités de la 2e DLM tiennent avec succès Grand-Leez face aux Allemands. À partir du 15, le régiment couvre le repli de la 1re armée qui revient de Belgique (les Allemands ont percé le front à Sedan et risquent de couper en deux l'armée française). Le 18, le régiment part établir un front défensif sur la Sambre face à l'avancée de la 7e Panzerdivision de Rommel. 
Le 20, il remonte au nord-est vers Vitry-en-Artois et Quiéry-la-Motte pour défendre la Scarpe. Il tient jusqu'au 23 puis tient le canal d'Aire autour de Pont-à-Vendin. Relevés le matin du 24, les cuirassiers se regroupent à Sainghin. Le 26, le régiment repart en Belgique vers Courtrai où la défense alliée est en passe d'être submergée. Les cuirassiers prennent contact avec les unités françaises, britanniques et belges. Le 27, le régiment subit des pertes importantes quand son poste de commandement à Vlamertinge (près d'Ypres) est bombardé par l'aviation allemande. Le régiment se replie vers le nord-est en combattant et détruit ses matériels à La Panne le 30 avant d'embarquer à Dunkerque. Le soldats du régiments sont débarqués en Angleterre et pour la plupart regroupés à Bournemouth.
Des rescapés du 8e cuirassiers forment le 12 juin un escadron sous les ordres du commandant Michel, unité qui devient le 16e groupe d'escadrons le 18 juin. Elle est équipée de tous les matériels disponibles : des Panhard 178 sans tourelles, des vieilles AMR P16 ou encore des automitrailleuses Chevrolet (es) saisies aux républicains espagnols en 1939. Le 19 et le 20, elle participe à la défense de La Loire. Le reste du régiment est reconstitué à partir le 8 juin 1940 avec deux escadrons mixtes de découverte, avec cinq Panhard au total.
Fin juin, le 8e cuirassiers est reformé en Dordogne sous les ordres de son colonel (Morio). Après la fin des combats, le régiment part sur la ligne de démarcation à Châteauroux.
Il reçoit une 3e citation à l’ordre de l’armée pour sa tenue pendant la campagne.

#### Armée d'armistice
Il est maintenu dans l’armée d’armistice, avec le titre de 8e régiment de cuirassiers, régiment de Lorraine au sein de l’armée d’armistice
Le régiment est dissous en novembre 1942 après l’invasion allemande de la Zone Libre et le sabordage de la flotte française à Toulon.

#### Reconstitution à la Libération
Il est reconstitué le 24 août 1944 par le colonel Chomel, au sein de la brigade Charles Martel, à partir d'éléments venant du Premier régiment de France, commandant Calvel. Il participe avec la brigade à de nombreuses actions des Maquisards contre l’armée allemande d’occupation ; v. ainsi le combat d'Écueillé et la reddition de la colonne Elster.
Recréé officiellement le 1er octobre 1944, il est en novembre sur le front de l’Atlantique aux combats de la Poche de Saint-Nazaire jusqu'à la reddition de celle-ci en mai 1945.

### Depuis 1945 à nos jours
Les traditions du 8e régiment de cuirassiers ont été reprises par l'escadron de maintenance régimentaire (7e escadron) du 6.12 régiment de cuirassiers d'Olivet (Loiret).

## Étendard
Il porte, cousues en lettres d'or dans ses plis, les inscriptions suivantes :
- Valmy 1792
- Fleurus 1794
- Wagram 1809
- La Moskowa 1812
- Hanau 1813
- La Marne 1914
- L'Avre 1918
- Saint-Mihiel 1918

## Décorations
Sa cravate est décorée :
- de la croix de guerre 1914-1918, avec deux palmes
- de la croix de guerre 1939-1945 avec une palme

Il porte la fourragère aux couleurs du ruban de la croix de guerre 1914-1918.

## Insignes
Héraldique :
Le premier insigne est réalisé en 1939 par Arthus-Bertrand. Les dates 1665 et 1936 sont gravées en bas de l'insigne où l'on retrouve également le nom du graveur : Leclair.
En 1947, l'insigne réalisé par Arthus-Bertrand fait apparaitre une portière sur le blindé.
Sur l'insigne réalisé par Drago en 1961, les emblèmes royaux remplacent le blindé. Cet insigne a été homologué sous le numéro G 1839.
« Cuirasse d'argent aux bordures de gueules portant en cœur un soleil chargé des armes de France (d'azur à trois fleurs de lys d'or) entourées de rameaux de chêne et de lauriers et sommées de la couronne royale, le tout d'or ». Inscription en pointe : 1665 - « Cuirassiers du Roy ».

## Faits d'armes inscrits sur l'étendard

### Uniformes d’Ancien Régime

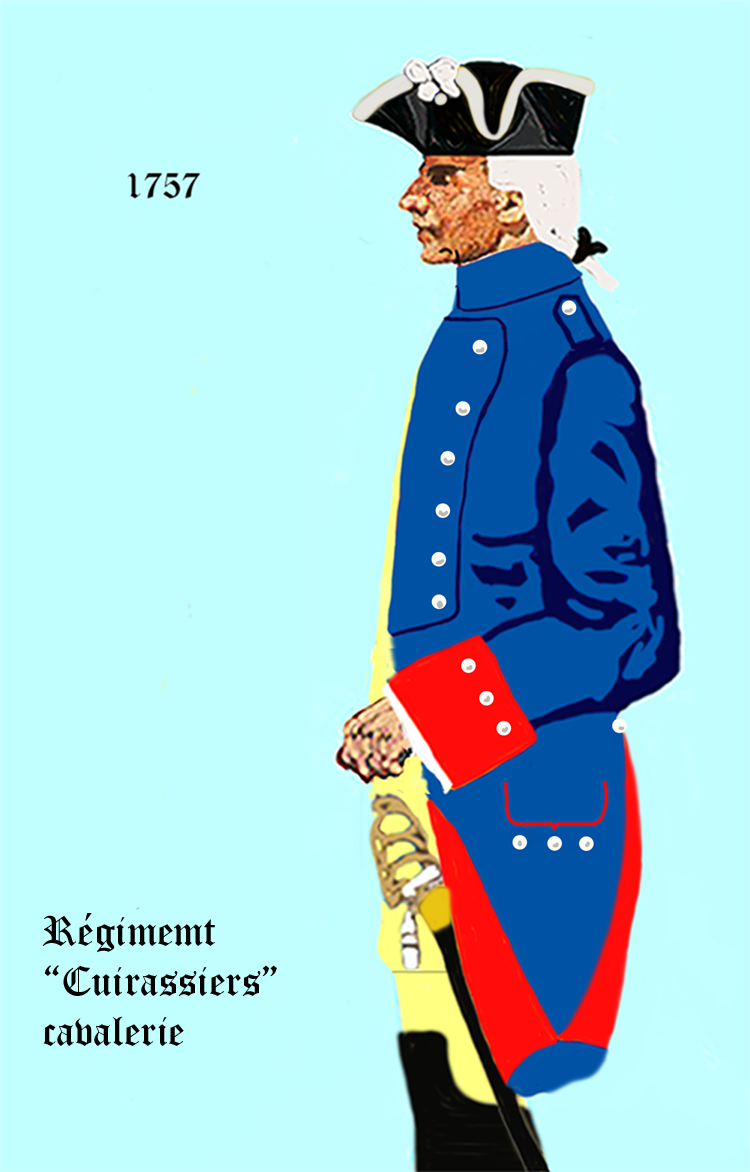
l' uniforme de 1757 à 1762
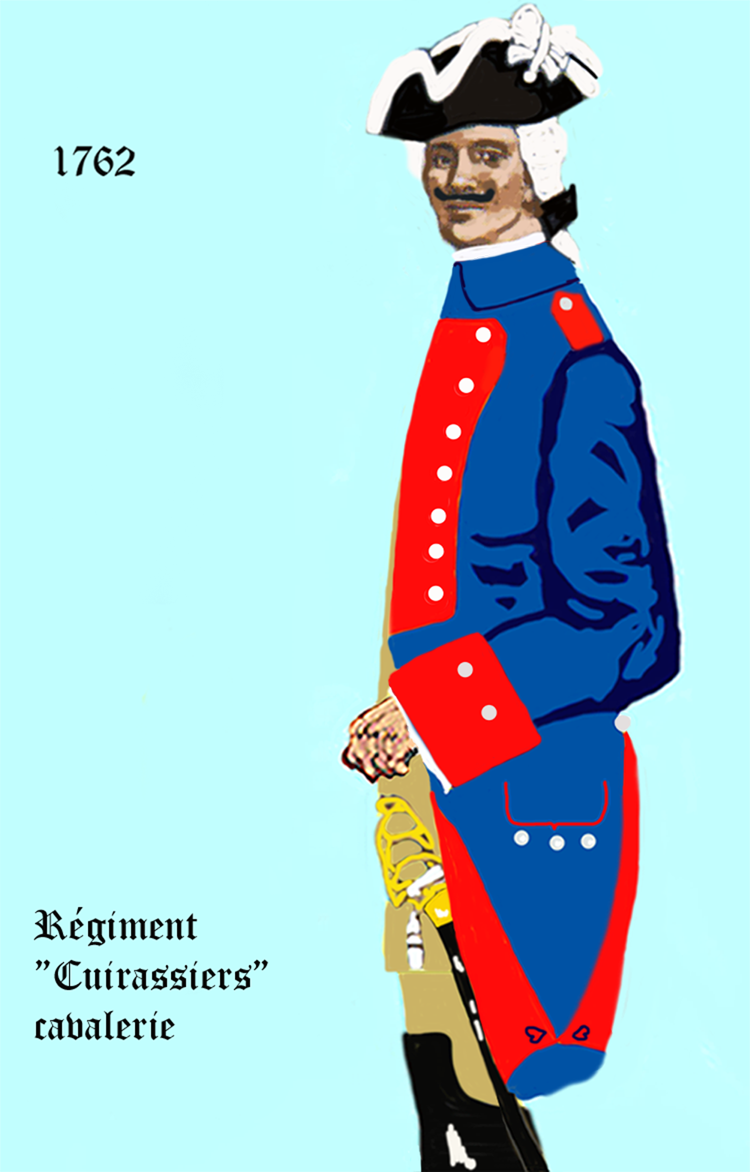
l' uniforme de 1762 à 1767
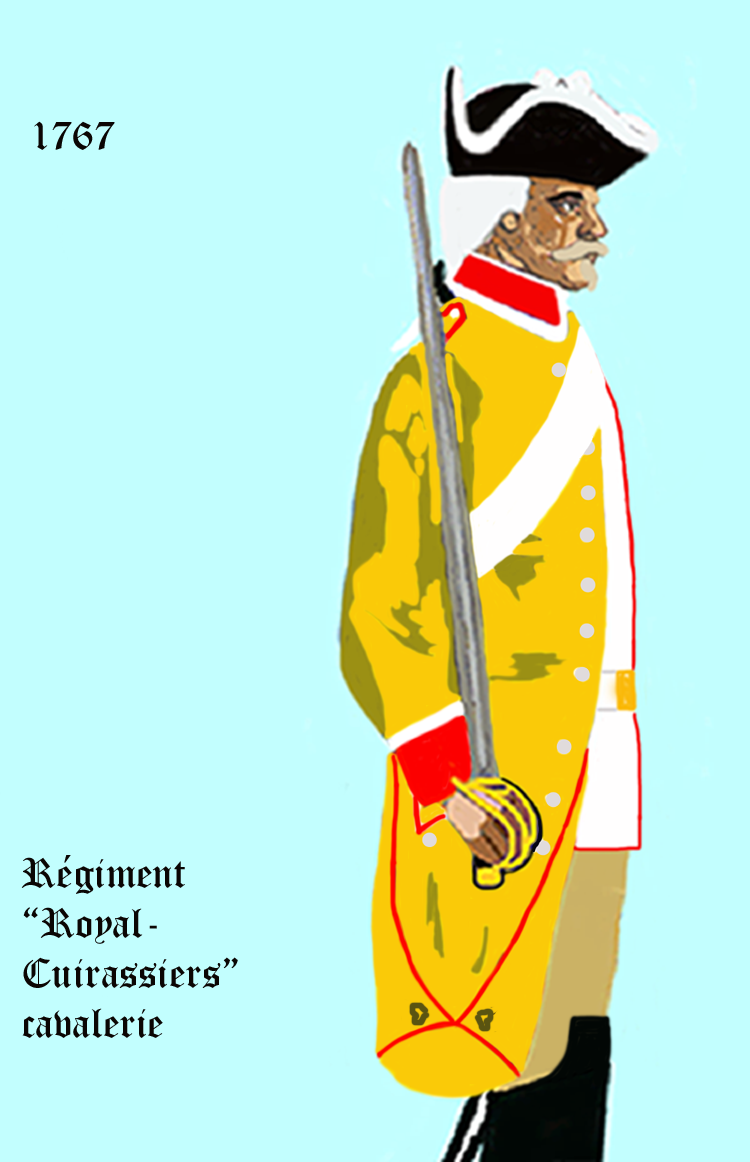
l' uniforme de 1767 à 1776
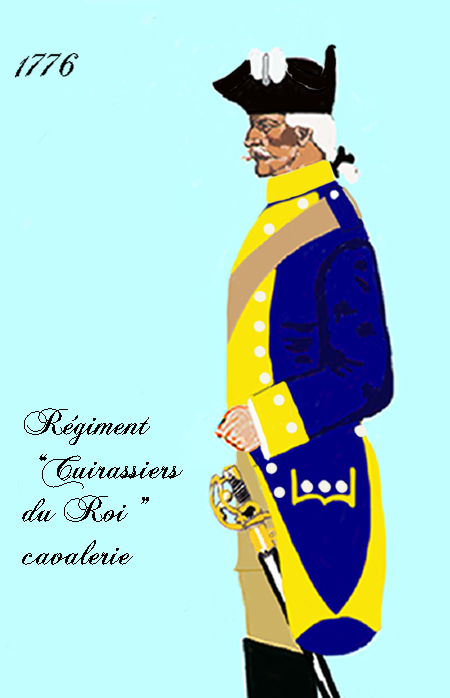
l' uniforme de 1776 à 1786
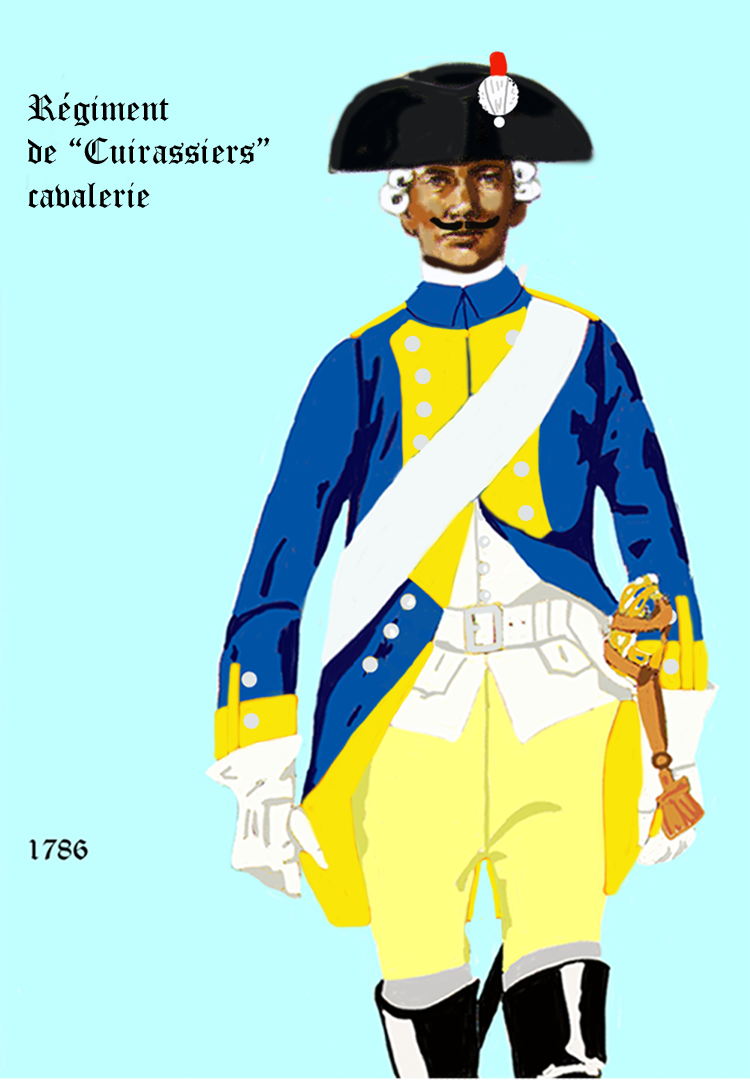
l' uniforme de 1786 à 1791
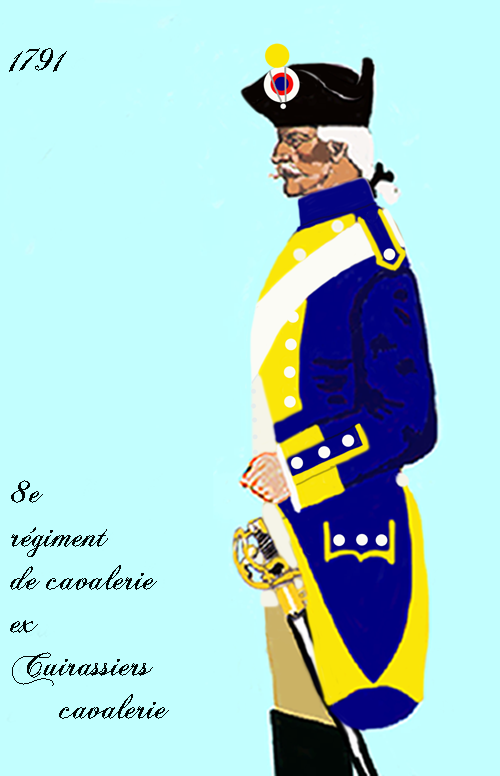
l' uniforme de 1791 à 1792

## Personnages célèbres ayant servi au8eRC
- Charles Philibert Gabriel Le Clerc de Juigné (1762-1819), major en second du régiment des Cuirassiers du Roi, le 1er mai 1788.
- Félicité Jean Louis de Durfort (1758-1801), colonel en second du régiment des Cuirassiers du Roi, en 1779
- Pierre-Augustin Berthemy (1778-1855), Cuirassier au 8e régiment de cavalerie le 20 décembre 1798

## Sources et bibliographie
- Historique du 8e régiment de cuirassiers, 1665-1874, 106 p., H. Tanera, éditeur, 1875, lire en ligne sur Gallica
- Général de brigade Philippe Peress, 31, rue Hoche 49400 Saumur[Comment ?].
- Musée des Blindés ou Association des Amis du Musée des Blindés, 1043, route de Fontevraud, 49400 Saumur.
- Cdt Bucquoy. Les Uniformes du Premier Empire. Les Cuirassiers.
- Claude Lenbrez, Le groupement d'escadrons Calvel ou les 122 jours qui précédèrent la 5e résurrection du 8e régiment de cuirassiers (1er juin - 1er octobre 1944) durant la campagne de la Brenne de la brigade Charles Martel, 218 p., 1990.
- Pierre-Armel de Beaumont, Le 8e Cuirassiers dans la Résistance avec le lieutenant-colonel de Beaumont, 1942-1945, 200 p., éditions de l'Onde, 2014 (ISBN 978 291 692 99 27).
- Historique du 8e régiment de cuirassiers pendant la guerre 1914-1918, Nancy, Berger-Levrault, 1922, 84 p., lire en ligne sur Gallica.